# Emanuele Caggiano

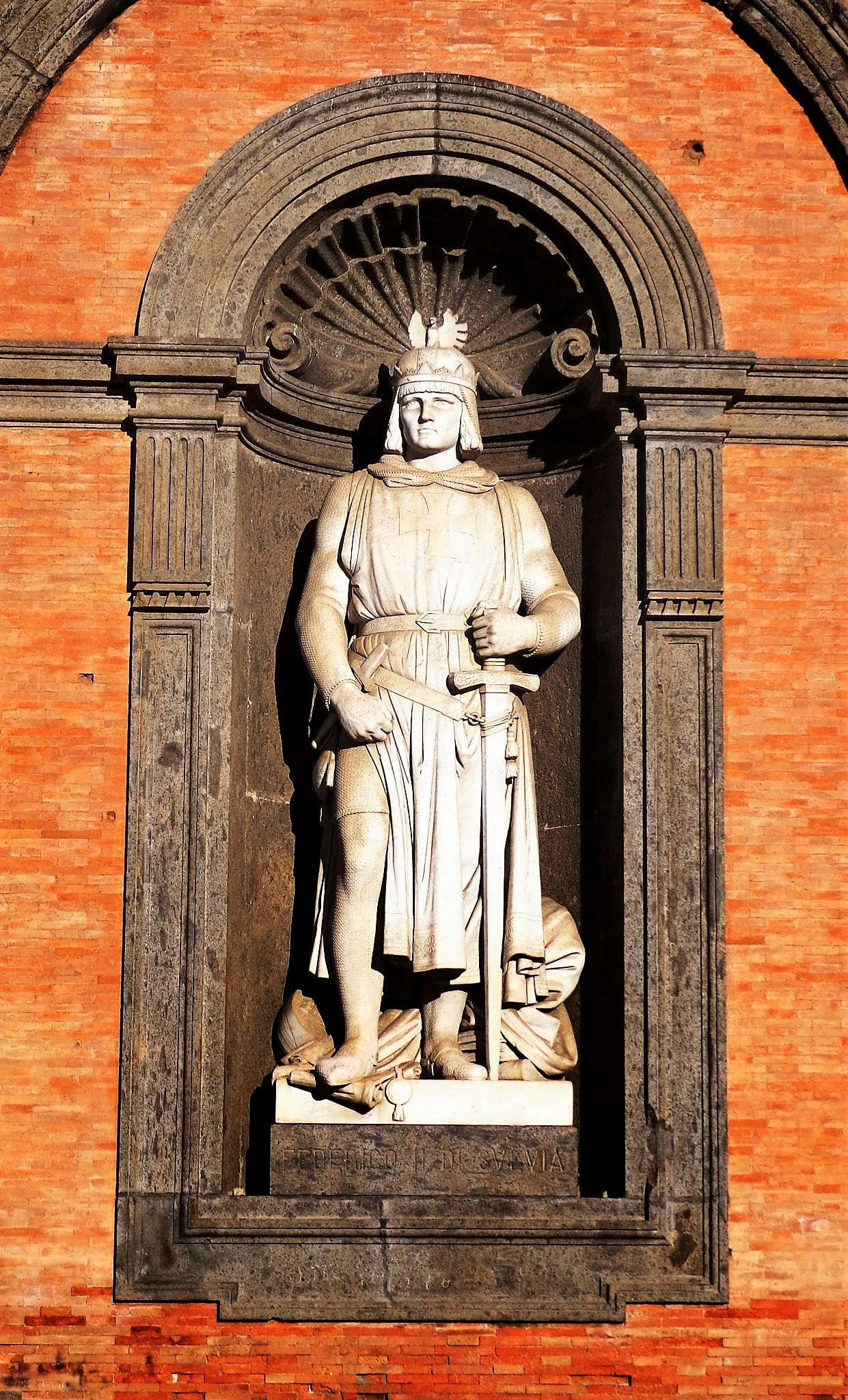
Federico II al Palazzo Reale di Napoli

Emanuele Caggiano (Benevento, 12 giugno 1837 – Napoli, 22 agosto 1905) è stato uno scultore italiano, operante nell'area napoletana nella seconda metà del XIX secolo.

## Biografia
Trasferitosi a Napoli nel 1851, nel 1862 fu a Firenze, dove fu allievo di Giovanni Duprè. Dal 1878 è stato titolare della Cattedra di scultura nell'Accademia di belle arti di Napoli.
Fra i suoi allievi si ricorda Vincenzo Gemito.
A Benevento, sua città natale, gli è stata dedicata una strada del centro cittadino.

## Opere
Tra le sue opere:
- Pane e lavoro, custodita nel Museo del Sannio di Benevento;
- statua rappresentante le Virtù dei Martiri che sormonta una colonna di epoca borbonica di Piazza dei Martiri in Napoli;
- la statua di Federico II che orna la facciata del Palazzo Reale di Napoli, commissionata dal Re nel 1888.